# 沙梨乡
沙梨乡，是中华人民共和国广西壮族自治区百色市隆林各族自治县下辖的一个乡镇级行政单位。

## 行政区划
沙梨乡下辖以下地区：
沙梨村、委尧村、委敢村、开冲村、母施村、坝平村和岩偿村。